# Zdravko Turk
Zdravko Turk, slovenski gozdarski inženir, * 19. november 1904, Novi Kot, † 15. marec 1991, Ljubljana.

## Življenje in delo
Turk je osnovno šolo obiskoval v  Novem Kotu (1911–1916), 1. razred gimnazije (1916–1917) v Kočevju, ostale pa na realki v Ljubljani (1917-1924). Leta 1930 je diplomiral na agronomsko-gozdarski fakulteti v Zagrebu in 1935 opravil državni izpit na ministrstvu za gozdove in rudnike v Beogradu. Služboval je na vodilnih mestih v  gozdnih upravah v različnih krajih. Po koncu druge svetovne vojne je med drugim delal na ministrstvu za gozdno in lesno industriji LRS (1950-52) in 1953-75 na BF v Ljubljani, od 1963 dalje kot redni profesor. Objavil je okoli 80 znanstvenih in strokovnih člankov ter samostojnih publikacij in bil častni član zveze inženirjev in tehnikov gozdarstva in lesne indistrije Slovenije in Jugoslavije.